# Acalypha martiana
Acalypha martiana é uma espécie de flor do gênero Acalypha, pertencente à família Euphorbiaceae.